# Hermeline Malherbe-Laurent
Hermeline Malherbe-Laurent (Carvin, Pas de Calais, 18 de febrer de 1969) és una personalitat política de la Catalunya del Nord, actual presidenta del Consell General dels Pirineus Orientals.

## Biografia
Hermeline Malherbe va nàixer el 1969 al si d'una família obrera del nord de França. Durant la seva infantesa amb la seva família es traslladà a Bretanya on estudià i obtingué un DESS d'enginyeria a la Universitat de Rennes II. Formà part de les Joventuts comunistes revolucionàries i després del sindicat universitari UNEF-ID, abans de militar en el moviment ecologista Europe Écologie - Les Verts.
Després d'arribar amb la seva família, el 2005, a la Catalunya del Nord, es va implicar activament en la política nord-catalana i fou elegida consellera municipal d'un dels cantons de Perpinyà amb l'etiqueta socialista. Com a seguidora de Georges Frêche i Christian Bourquin fou exclosa el 2010 del Partit Socialista francès.
Arran de l'accés al càrrec de president de la Regió Llenguadoc-Rosselló de l'antic president del Consell General, Christian Bourquin, fou elegida presidenta d'aquesta entitat el 21 de novembre de 2010 i és la primera dona que ha accedit a aquest càrrec.
Ha estat senadora entre el 27 d'agost de 2014 i el 1r d'octubre de 2017, càrrec al qual accedí substituint altre cop Bourquin, mort de feia poc.

## Mandats
Consell Regional (Llenguadoc-Rosselló)
- 2008 : Consellera de la Regió Llenguadoc-Rosselló
- 2008-2010 : Vicepresidenta del Consell Regional dels Pirineus Orientals

Consell General (Pirineus Orientals)
- 2008 : Consellera general dels Barris de l'Estació i Sant Iscle de Perpinyà (cantó de Perpinyà-8)
- 2010 : Presidenta del Consell General

Consell Municipal
- 2001-2005 : Consellera municipal de Meaux (Sena i Marne)
- Presidenta del Parc Natural Regional del Pirineu Català